# Lygropia mioswari
Lygropia mioswari là một loài bướm đêm trong họ Crambidae.